# 東海楽器・Blazing Fire
Blazing Fire は、東海楽器製造社のエレクトリック・ギターの機種。同じく東海楽器の Talbo の派生モデル。ボディ・シェイプは Talbo と同じだが、素材が透明なアクリル。韓国製。
元々「 Blazing Fire 」は、 Talbo のサウンドをイメージしてつけられたコピーで、ヘッドのロゴといっしょにプリントされていた言葉。